# Richard of Carew
Richard of Carew († 1. April 1280) war ein walisischer Geistlicher. Ab 1255 war er Bischof von St Davids.

## Aufstieg zum Bischof

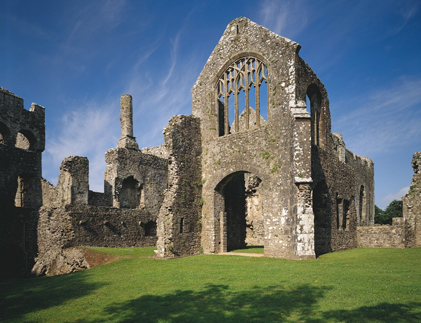
Die Ruinen des Bischofspalasts von Lamphey, wo Richard von Carew eine neue Wohnhalle errichten ließ

Die Herkunft von Richard of Carew ist unbekannt. Er wurde als Master bezeichnet, so dass er vermutlich eine Universität besucht hat, und galt als weiser Theologie und Philosoph. Vor März 1247 wurde er Rektor von Carew in Pembrokeshire und vor 1255 Kanoniker an der Kathedrale von St Davids. Vor dem 12. November 1255 wählte ihn das Kathedralkapitel zum neuen Bischof der Diözese St Davids. König Heinrich III. wollte die Wahl jedoch nicht anerkennen und teilte dies am 12. November Papst Alexander IV. mit. Richard of Carew reiste nun selbst nach Rom, wo er zwischen dem 11. Februar und dem 10. März 1256 vom Papst zum Bischof geweiht wurde. Am 18. Mai wurden ihm die Temporalien der Diözese übergeben.

## Bischof von St Davids
Als Bischof leitete Richard of Carew eine Diözesansynode, die am 12. November 1259 eine Reihe kirchlicher Reformen beschloss. Mit Thomas de Cantilupe, Bischof von Hereford, hatte er einen Streit um das Vorrecht, die unweit der walisisch-englischen Grenze gelegene Kirche von Dore Abbey zu weihen. Unter Hinweis auf königliche Gerichte konnte sich Cantilupe in dem Streit durchsetzen. In Bischofspalast von Lamphey ließ Carew eine stattliche neue Wohnhalle errichten. 1275 ließ Carew die Gebeine des heiligen David in einen neuen Schrein umbetten. Dies förderte die Wallfahrt nach St Davids, durch die dadurch erhaltenen Spenden konnte der Umbau der Kathedrale von St Davids fortgesetzt werden. Richard of Carew wurde am 4. April 1280 in der Kathedrale von St Davids beigesetzt.